# Yoon Young-suh
Yoon „Taeja“ Young-suh (* 1. Januar 1995) ist ein ehemaliger professioneller südkoreanischer E-Sportler im Computerspiel StarCraft II. Taeja gehörte von etwa Mitte 2012 bis zu seinem Karriereende 2016 zu den erfolgreichsten Terranern der internationalen Starcraft-2-Szene.

## Werdegang
Obwohl sich Yoon Young-suh schon für das erste GSL Event qualifizieren konnte, hatte er einen sehr holprigen Start in seine Starcraft 2 Karriere. Obwohl Taeja im Jahr 2011 zwei „All-Kills“ (vier Spieler in Folge besiegen) in der GSTL (Team-Liga) für sein damaliges Team SlayerS erreichen konnte, waren seine Leistungen in Einzelturnieren anfangs noch nicht herausragend.
Anfang des Jahres 2012 konnte Yoon Young-suh erstmals ins Achtelfinale der GSL (Code S Season 2) vordringen. Sein erster großer Sieg sollte aber außerhalb von Korea bei der 2012 MLG Summer Arena gegen Alicia im Finale stattfinden. Kurz darauf folgte ein erster Platz gegen MC beim „ASUS ROG Summer 2012“. Kurz darauf folgte ein geteilter dritter Platz bei den 2012 MLG Summer Championships und ein erster Platz bei der „2012 DreamHack Open: Valencia“.
2013 gewann er einige weitere Turniere, darunter beide HomeStory Cups des Jahres sowie die DreamHack Bukarest und DreamHack Winter Turniere. 2014 konnte er mit einem weiteren Sieg beim HomeStory Cup IX (4:0 im Finale gegen Jang Min-chul) den dritten Sieg in Folge bei diesem Turnier erreicht. Bei der DreamHack Open Summer 2014 gewann er und mit 17:0 Maps gelang ihm ein perfekter Turnierrun. Kurz darauf gewann er auch das IEM-Turnier in Shenzhen.
Bei den WCS Finals auf der Blizzcon 2014 erreichte er das Halbfinale, wo er mit 2:3 dem Zergspieler Lee „Life“ Seung-hyun unterlag.
Am 2. Juni 2016 gab Taeja bekannt, dass er seine Karriere als Spieler beendet. Sein letztes Turnier war die GSL 2016 Season 1, wo er es bis ins Viertelfinale schaffte.

## Große Turnier-Erfolge in SC2
| Jahr | Turnier                            | Platz       | Preisgeld |
| ---- | ---------------------------------- | ----------- | --------- |
| 2012 | MLG Summer Arena                   | 1. Platz    | 10.000 $  |
| 2012 | ASUS ROG Summer                    | 1. Platz    | 13.000 $  |
| 2012 | MLG Summer Championship            | 3. Platz    | 07.250 $  |
| 2012 | DreamHack Valencia                 | 1. Platz    | 10.400 $  |
| 2012 | GSL Season 4 Code S                | 3./4. Platz | 04.263 $  |
| 2012 | DreamHack Winter                   | 2. Platz    | 14.945 $  |
| 2013 | GSL Season 1 Code S                | 3./4. Platz | 04.683 $  |
| 2012 | DreamHack Summer                   | 3./4. Platz | 03.080 $  |
| 2013 | HomeStory Cup VII                  | 1. Platz    | 10.000 $  |
| 2013 | ASUS ROG Sommer                    | 1. Platz    | 10.000 $  |
| 2013 | WCS America Season 2               | 3./4. Platz | 07.000 $  |
| 2013 | WCS Season 2 Finals                | 3./4. Platz | 10.000 $  |
| 2013 | DreamHack Bucharest                | 1. Platz    | 09.240 $  |
| 2013 | HomeStory Cup VIII                 | 1. Platz    | 10.000 $  |
| 2013 | DreamHack Winter                   | 1. Platz    | 30.490 $  |
| 2014 | IEM Season VIII World Championship | 3./4. Platz | 00 $      |
| 2014 | HomeStory Cup IX                   | 1. Platz    | 10.000 $  |
| 2014 | DreamHack Summer                   | 1. Platz    | 10.000 $  |
| 2014 | IEM Season IX Shenzhen             | 1. Platz    | 10.000 $  |
| 2014 | WCS Finals                         | 3./4. Platz | 15.000 $  |
| 2014 | DreamHack Winter                   | 3. Platz    | 10.000 $  |